# Diminutella cortina
Genre
Espèce
Diminutella cortina, unique représentant du genre Diminutella, est une espèce d'araignées aranéomorphes de la famille des Sparassidae.

## Distribution
Cette espèce est endémique de la province de Pinar del Río à Cuba,. Elle se rencontre vers San Diego de los Baños à Los Palacios.

## Description
Le mâle holotype mesure 4,4 mm et la femelle paratype 4,1 mm, les mâles mesurent de 4,2 à 4,4 mm et les femelles de 3,5 à 4,4 mm

## Étymologie
Son nom d'espèce lui a été donné en référence au lieu de sa découverte, Hacienda Cortina.

## Publication originale
- Rheims & Alayón, 2018 : A new genus of minute Sparianthinae spiders from the Caribbean (Araneae, Sparassidae). ZooKeys, no 742, p. 13-22.